# Lydbehandling
Lydbehandling består i passiv optræning af det indre øre, dets høreorgan og dets ligevægtsorgan med terapeutisk lyd. De egenskaber ved det indre øre, som lydbehandlinger kan påvirke, er mangelfulde ligevægtsfunktioner, mangelfuld høredynamik, som i reglen giver sig til kende som smerteoverfølsom hørelse, og endelig mangelfuld såkaldt benledning eller bone conduction eller bc, som er hørelsens evne til at opfatte lyd fra kroppen. Lydbehandlinger vil også have effekt på APD, som i det store og hele er identisk med de før nævnte géner. 
Når det indre øre fungerer mangelfuldt, vil hørelsen almindeligvis få svært ved at opfatte detaljer i sproglyd, ligesom ligevægtsorganet kan få svært ved at styre den synsmotorik og den fingermotorik, som er forudsætningen for boglige færdigheder som læsning og skrivning.
Lydbehandling behandler ikke evnen til at udføre legemlige færdigheder som at læse og skrive. Men når det indre øres funktioner bliver bedre, forbedres også evnen til dels at opfatte sproglyd, dels – på grund af de forbedrede ligevægtsfunktioner – til at udføre legemlige færdigheder i almindelighed. Her er grunden til at lydbehandling kan være en virkningsfuld terapi ved fx bogligt handicap.
Der findes flere lydbehandlingsystemer. Det først kendte er den dansk-amerikanske fysiker Chr. A. Volf's Volf Acoustic Records. Senere er den franske hørelæge Alfred A. Tomatis (1920-2001) kommet til. Hans elev Guy Berard har ændret Tomatis’ terapi og udviklet sin egen. Endnu senere har den danske skolelærer dr. Kjeld Johansen udviklet et lydbehandlingsystem, der angiveligt tager sigte på at behandle hjernen.
Lydbehandling er noget rent fysiologisk, som ikke bør forveksles med musikterapi.